# سه مرد در یک قایق
سه مرد در یک قایق (به انگلیسی: Three Men in a Boat) یک حکایت فکاهی از جروم ک. جروم نویسنده اهل بریتانیا است که در سال ۱۸۸۹ منتشر شد. داستان در مورد سه نفر از کارمندان شهر در یک سفر قایقرانی است که سه شخصیت اصلی بر اساس خود نویسنده به عنوان راوی و دو دوست واقعی او، جورج وینگر و کارل هرتشل هستند.